# Ministère des Postes, Télécommunications et Numérique (RDC)
Le ministère des Postes, Télécommunications et Numérique est un ministère du gouvernement de la République démocratique du Congo, créé en 2024 à la suite de la fusion du ministère du Numérique et du ministère des Postes, Télécommunications et Nouvelles technologies de l'information et de la communication (PTNTIC). Cette réorganisation a été officialisée lors de la formation du gouvernement dirigé par la Première ministre Judith Suminwa. Le nouveau ministère est chargé de la gestion des réseaux de télécommunications, des infrastructures numériques, ainsi que de la stratégie nationale en matière de développement numérique,,.

## Missions
Les missions de ce ministère sont :
- Gestion des réseaux, les infrastructures et les systèmes de télécommunications
- Suivi et contrôle technique des activités de prospection de la Nouvelles technologies
- Mettre en place des accès internationaux haut débit afin de réduire significativement le coût d'accès à l'Internet et aux TIC
- Mettre en place le cadre institutionnel des TIC
- Informatiser progressivement tous les services de l'Etat
- Encadrer les entreprises et la population dans l'appropriation des TIC